# ISO 3166-2:DJ

Regionen von Dschibuti

Die Liste der ISO-3166-2-Codes für  Dschibuti enthält die Codes für die 5 Regionen und die Hauptstadt Dschibuti.

Die Codes bestehen aus zwei Teilen, die durch einen Bindestrich voneinander getrennt sind. Der erste Teil gibt den Landescode gemäß ISO 3166-1 (für  Dschibuti DJ), der zweite den Code für die Region wieder.
Die aktuellen Codes stehen auf der Seite der ISO unter #iso:code:3166:DJ zur Verfügung.

| Region      | Code  |
| ----------- | ----- |
| Ali Sabieh  | DJ-AS |
| Arta        | DJ-AR |
| Dikhil      | DJ-DI |
| Dschibuti 1 | DJ-DJ |
| Obock       | DJ-OB |
| Tadjoura    | DJ-TA |

1 Hauptstadt